# Mission: Impossible (serial telewizyjny 1966)
Mission: Impossible – amerykański serial telewizyjny o przygodach agentów Impossible Mission Force, nadawany w latach 1966–1973 przez telewizję CBS.
Twórcą liczącego 171 odcinków serialu był Bruce Geller. W rolach głównych wystąpili: Peter Graves, Greg Morris, Peter Lupus, Barbara Bain i Martin Landau.  W rolach epizodycznych pojawiła się plejada amerykańskich aktorów. Twórcą charakterystycznego motywu muzycznego był Lalo Schifrin.

## Nagrody
Serial zdobył 3 Złote Globy, 16 innych nagród i otrzymał 39 nominacji.

## Kontynuacja
Serial doczekał się kontynuacji w postaci nowego serialu nadawanego w latach 1988–1990, zaś w 1996 r. ukazał się film kinowy z Tomem Cruise’em, który dał początek całej serii.

## Obsada
W serialu wystąpili m.in.:
- Greg Morris jako Barney Collier (wszystkie 171 odcinków)
- Peter Lupus jako Willy Armitage (161)
- Peter Graves jako James Phelps (143)
- Barbara Bain jako Cinnamon Carter (78)
- Martin Landau jako Rollin Hand (76)
- Leonard Nimoy jako Paris (49)
- Lynda Day George jako Lisa Casey (44)
- Steven Hill jako Daniel Briggs (28)
- Lesley Ann Warren jako Dana Lambert (23)
- Tom McDonough jako strażnik Pałacu Królewskiego (16)
- Sam Elliott jako Doug Robert (13)
- Arline Anderson jako pani Kreuger (12)
- Vic Perrin jako dr Ira Drake (12)
- Jack Donner jako kpt. Praedo (11)
- Ervin Richardson jako strażnik Pałacu Królewskiego (10)
- Sid Haig jako mjr Carlos Martillo (9)
- Al Roberts jako strażnik Pałacu Królewskiego (9)
- Lee Meriwether jako Tracey (8)
- Barbara Anderson jako Mimi Davis (7)
- Tony Giorgio jako strażnik w hallu (7)
- David Sheiner jako płk. Ziegler (6)
- John Vernon jako gen. Ramon Sabattini (6)
- Joseph Ruskin jako król Ibn Borca (6)
- Allen Joseph jako dr Green (6)
- Arthur Batanides jako ojciec Paolo Dominguin (6)
- Jack Denbo jako Deane (6)
- Josh Adams jako przewodnik wycieczek (6)
- Charlie Picerni jako Juan Delgado (6)
- Socrates Ballis jako szejk (6)
- Max Kleven jako tajny policjant (6)
- Joseph La Cava jako kelner (6)
- Marco Lopez jako oficer policji (6)
- Anthony Zerbe jako płk. Anthony Zerbe (5)
- Albert Paulsen jako gen. Ernesto Neyron (5)
- Paul Stevens jako Frank Wayne (5)

W mniejszych rolach i epizodach wystąpili m.in.: Pernell Roberts, Donnelly Rhodes, Vincent Gardenia, Larry Linville, William Smith, Charles Napier, Joanna Cassidy, William Shatner, Victor French, Lloyd Bridges, Roddy McDowall, Dean Stockwell, George Takei, Joan Collins, Cicely Tyson, Michael Ansara, Martin Sheen, Dana Elcar, Billy Dee Williams, Edward Asner, Lana Wood, Loretta Swit, a także znana piosenkarka Eartha Kitt i mistrz świata w boksie Sugar Ray Robinson.